# NGC 6709
NGC 6709 és un cúmul obert situat a la Constel·lació de l'Àguila, a 3504,5 anys llum de distància de la Terra.